# Barbara Wilgocka-Okoń
Barbara Helena Wilgocka-Okoń (ur. 22 lutego 1927 w Troszynku koło Sochaczewa, zm. 7 kwietnia 2022) – polska pedagog i psycholog, profesor Uniwersytetu Warszawskiego. Jej zainteresowania naukowe obejmowały dydaktykę ogólną, gotowość dzieci do nauki oraz obciążenie szkolne dzieci. Autorka testu dojrzałości szkolnej. Żona pedagoga Wincentego Okonia.

## Życiorys
W 1952 ukończyła studia na Uniwersytecie Warszawskim. W latach 1956–1961 pracowała jako nauczycielka. W 1965 otrzymała stopień doktora. Od 1965 do 1978 pracowała w Instytucie Badań Pedagogicznych, tam kierowała Zakładem Modernizacji Kształcenia, była zastępcą dyrektora ds. naukowych. w latach 1978-1981 była zastępcą dyrektora ds naukowych Instytutu Programów Szkolnych. W 1972 uzyskała na Uniwersytecie Jagiellońskim stopień doktora habilitowanego na podstawie rozprawy Dojrzałość szkolna a środowisko, w 1978 tytuł profesora.
Od 1981 pracowała na Uniwersytecie Warszawskim, gdzie kierowała Katedrą Edukacji Początkowej na Wydziale Pedagogicznym.
W 1974 została odznaczona Krzyżem Kawalerskim Orderu Odrodzenia Polski, w 1975 Medalem Komisji Edukacji Narodowej.
Pochowany na Cmentarzu Powązkowskim w Warszawie.

## Ważniejsze prace
- Organizacja pracy i odpoczynku ucznia (1958)
- Zasób umysłowy dzieci dawniej a dziś (1967)
- O badaniu dojrzałości szkolnej (1971)
- Dojrzałość szkolna dzieci a środowisko (1972)
- Obciążenie uczniów a optymalizacja pracy szkoły (1976)
- Gotowość szkolna dzieci sześcioletnich (2003)